# 斯坦頓鎮區 (北卡羅萊納州威爾克斯縣)
斯坦頓鎮區（英語：Stanton Township）是位於美國北卡羅萊納州威爾克斯縣的一個鎮區。

## 地方資料
斯坦頓鎮區的面積為41.69平方千米，皆為陸地。根據2020年美國人口普查的數據，當地共有人口607人，而人口密度為每平方千米14.56人。